# Süplingen
Süplingen is een ortsteil van de Duitse gemeente Haldensleben in de deelstaat Saksen-Anhalt. De plaats ligt ongeveer vijf kilometer ten westen van de binnenstad van Haldensleben. Tot 1 januari 2014 was Süplingen een zelfstandige gemeente in de Landkreis Börde en werkte tot die datum samen in de Verbandsgemeinde Flechtingen.